# Halecium articulosum
Halecium articulosum is een hydroïdpoliep uit de familie Haleciidae. De poliep komt uit het geslacht Halecium. Halecium articulosum werd in 1875 voor het eerst wetenschappelijk beschreven door Clark. 